# Дніпровка (Джанкойський район)
Дніпро́вка (до 1945 року — Чокракли́-Шейх-Елі́, крим. Çoqraqlı Şeyh Eli) — село Джанкойського району Автономної Республіки Крим. Населення становить 2225 осіб. Орган місцевого самоврядування — Мирнівська сільська рада. Розташоване в центрі району.

## Сучасний стан
В селі 8 вулиць і 5 провулків, входить до складу радгоспу «Мічурінець». В селі є 1 магазин, АЗС, пам'ятник загиблим у німецько-радянській війні.
Село має 714 дворів, у Дніпровці перебувають 2 відділення радгоспу «Мічурінець», Джанкойська експедиція глибокого буріння «Кримнафтогазрозвідка», Спецавтобаза тресту овочево-молочних радгоспів Кримської області.

## Географія
Розташоване в безпосередній близькості від Джанкою. Межею між селом і містом служить дренажна система, висота центру села над рівнем моря — 15 м.

## Історія
Перша документальна згадка села зустрічається в Камеральному Описі Криму … 1784 року, судячи з якого, в останній період Кримського ханства Кереклі Шейхелі входило до Аргинський кадилик Карасубазарського каймакамства. Після анексії Криму Російською імперією (8) 19 квітня 1783 , (8) 19 лютого 1784, на території колишнього Кримського Ханства була утворена Таврійська область і село було приписане до Перекопського повіту . Після Павловських реформ, з 1796 по 1802 рік, входило в Перекопський повіт Новоросійської губернії. За новим адміністративним поділом, після створення 8 (20) жовтня 1802 Таврійської губернії , Чокракли-Шейх-Елі був включений до складу Кокчора-Киятської волості Перекопського повіту.
За Відомостями про всі селища в Перекопському повіті… від 21 жовтня 1805 року, у селі Чокракли-Шейх-Елі числилося 11 дворів, 87 кримських татар, 4 кримських циган та 2 ясир. На військово-топографічній карті 1817 року село Чокракли-Шейх-Елі позначене з 25 дворами. Після реформи волосного поділу 1829 село, згідно «Відомості про казенні волості Таврійської губернії 1829», залишили у складі Кокчоракіятської волості .
На карті 1842 Чокракли-Шейх-Елі позначене з 20 дворами.
У «Списку населених місць Таврійської губернії за відомостями 1864 року» , складеному за результатами VIII ревізії 1864 року, Чокракли-Шейх-Елі — власницьке татарська село з 8 дворами, 20 жителями і мечеттю при колодязях. Згідно «Пам'ятної книжки Таврійської губернії за 1867 рік» , село Чокракли-Шейх-Елі було покинуте жителями в 1860—1864 роках, внаслідок еміграції кримських татар, особливо масової після Кримської війни 1853—1856 років, в Туреччину і залишалася в руїнах і, якщо на  триверстовій  мапі 1865 роки село ще позначене, то на карті, з коректурою 1876 року його вже немає.
Після земської реформи 1890 року село віднесли до Богемської волості. Згідно  «… Пам'ятно] книжки Таврійської губернії за 1892 рік» , Чокракли-Шейх-Елі числилися в складі Богемської волості, але ніяких даних про село, як про що не входила ні в одне сільське суспільство, крім назви, не наведено. За  «… Пам'ятною книжrj. Таврійської губернії за 1900 рік»  в селищі Чокракли-Шейх-Елі, приписаному безпосередньо до волості (у приватному володінні Дуранте), вважалося 138 жителів у 11 дворах. У  Статистичному довіднику Таврійської губернії. Ч.1-а. Статистичний нарис, випуск четвертий Перекопський повіт, 1915 рік "', у Богемській волості Перекопського повіту значиться хутір Чокракли-Шєїх-Елі . Час заселення кримських німців поки не встановлено, відомо, що в 1915 році їх було 84 людини.
Після встановлення в Криму Радянської влади, за постановою Кримревкома від 8 січня 1921 № 206 «Про зміну адміністративних кордонів» була скасована волосна система і в складі Джанкойського повіту був створений Джанкойський район. У 1922 році повіти перетворили в округу. 11 жовтня 1923 року, згідно з постановою ВЦВК, до адміністративний поділ Кримської АРСР були внесені зміни, у результаті яких округи були ліквідовані, основний адміністративною одиницею став Джанкойський район і село включили до його складу. Згідно Списку населених пунктів Кримської АРСР за Всесоюзним переписом від 17 грудня 1926 року, Чокракли-Шєїх-Елі входило до складу Мар'їнської сільради Джанкойського району , населення складало 171 чоловік, з яких було 146 німців, діяла початкова школа. До 1940 року село, вже під назвою Шейх-Елі, було центром сільської ради. Незабаром після початку німецько-радянської війни, за секретною постановою № СЕ-75 Ради з евакуації від 15 серпня 1941 року, 18 серпня 1941 року, кримські німці були вислані спочатку в Ставропольський край, а потім в Сибір та північний Казахстан. У 1944 році, після Вигнання нацистських окупантів з Криму, згідно
Постанови ДКО № 5859 від 11 травня 1944, 18 травня кримські татари з села також були депортовані в Центральну Азію, а 12 серпня 1944 рокубуло прийнято постанову № ГОКО-6372с «Про переселення колгоспників у райони Криму» і у вересні 1944 року в район приїхали перший новосели (27 сімей) з Кам'янець-Подільської та Київської областей (на початку 1950-х років пішла друга хвиля переселенців з різних областей України). Указом Президії Верховної Ради РРФСР від 21 серпня 1945 Шейх-Елі перейменували в Висілки та Шейх-Елінську сільраду, відповідно, у Висилківську. З 25 червня 1946 Висилки в складі Кримської області РРФСР, а 26 квітня 1954 Кримська область була передана зі складу РРФСР до складу УРСР.
6 квітня 1963 Висилки перейменували в Дніпровку (згідно з довідником «Кримська область. Адміністративно-територіальний поділ на 1 січня 1968» у період з 1954 по 1968 рік). Час скасування сільради поки не встановлено, відомо, що на 1977 він ще існувала.

## Населення

### Мова
Розподіл населення за рідною мовою за даними перепису 2001 року:
| Мова                | Відсоток |
| ------------------- | -------- |
| російська           | 61,62 %  |
| кримськотатарська   | 25,3 %   |
| українська          | 11,55 %  |
| інші/не визначилися | 1,53 %   |